# Photo League
La Photo League était un groupement de photographes amateurs et professionnels réuni à New York autour d’objectifs communs de nature sociale et créative. 
Ce groupe a été actif de 1936 à 1951 et comprenait parmi ses membres certains des photographes américains les plus connus du milieu du XXe siècle dont Louis Stettner, Paul Strand, etc.

## Histoire
Les origines de la Photo League remontent au projet Workers International Relief (WIR), une association communiste basée à Berlin. 
En 1930, le WIR établit à New York la Worker’s Camera League, connue ensuite sous l’appellation de Film and Photo League. Les objectifs de propagande de cette association étaient de « combattre et dénoncer les films réactionnaires ; produire des films reflétant la vie et les luttes des travailleurs américains ; diffuser et populariser les grandes productions artistiques et révolutionnaires soviétiques. »
En 1934, les photographes et cinéastes de la League commencent à avoir des divergences d’opinion et, en 1936, ils constituent des groupes séparés. 
Paul Strand et Ralph Steiner fondent Frontier Films, afin de continuer à promouvoir les objectifs initiaux, et simultanément, Strand et Berenice Abbott rebaptisent le groupe d’origine simplement « The Photo League ». 
Les deux organisations conservent des liens amicaux et certains membres d’un groupe participent fréquemment aux activités de l’autre. Les objectifs de la nouvelle Photo League sont de « remettre la caméra entre les mains de photographes honnêtes (…) qui l’utilisent pour photographier l’Amérique ». Elle propose également des cours pour photographes débutants ou avancés, à une époque où ce genre d’enseignement n’existe pas dans les universités ou les écoles de commerce. 
Un bulletin intitulé Photo Notes est publié à intervalles assez irréguliers, en fonction des membres disponibles pour s’en occuper et des fonds pouvant financer son impression. La Photo League est surtout un point de rencontre pour les photographes souhaitant partager et mettre en application des intérêts communs d’ordre social et artistique.
On trouve parmi ses membres les cofondateurs Sol Libsohn et Sid Grossman (directeur de la Photo League School), Walter Rosenblum, rédacteur des Photo Notes, Eliot Elisofon, photographe au magazine Life, Morris Engel, Jerome Liebling, Aaron Siskind, Jack Manning, membre du Harlem Document Group et photographe au New York Times, Dan Weiner, Bill Witt, Lou Bernstein, Arthur Leipzig, Sy Kattelson, Lester Talkington et Ruth Orkin. D’autres membres ayant rejoint la Photo League dès ses débuts sont Arnold S. Eagle, George Gilbert, Morris Haberland, Sidney Kerner, Richard A. Lyon, Edward Schwarz, Lou Stoumen, Sandra Weiner. L’exposition rétrospective de 1948/49 This Is the Photo League comprenait 96 photographes.

### 1940: L'apogée
À son apogée, dans les années 1940, la liste de photographes connus actifs au sein de la Photo League ou soutenant ses activités inclut également Berenice Abbott, Margaret Bourke-White, W. Eugene Smith, Helen Levitt, Arthur Rothstein, Beaumont Newhall, Nancy Newhall, Richard Avedon, Weegee, Robert Frank, Harold Feinstein et, bien qu’ils n’habitent pas New York, Ansel Adams, Edward Weston et Minor White. 
La Photo League a également été chargée de gérer la Lewis Hine Memorial Collection, mission qui lui a été confiée par le fils de Lewis Hine en reconnaissance de son engagement social tel que son père le pratiquait à travers la photographie. 

### 1947: Accusée d'être une organisation communiste
La plupart des membres ayant rejoint la Photo League avant la fin de la Seconde Guerre mondiale étaient des Américains de première génération ayant de fortes convictions en matière de causes sociales et politiques. Peu d’entre eux étaient conscients des origines politiques du mouvement communiste Arbeiterfotografen à Berlin. Ce fait n’avait pas grand-chose à voir avec l’évolution ultérieure de l’association, mais a précipité sa chute après la guerre, quand elle a été accusée par le FBI d’être une organisation communiste et de ce fait subversive et anti-américaine. En 1947, la Photo League est placée par le procureur général Tom C. Clark sur la liste noire de l’U.S. Department of Justice. La Photo League essaie d’abord de résister et monte notamment sa grande exposition This Is the Photo League en 1948, mais après le témoignage d’Angela Calomiris en mai 1949, dénonçant la Photo League comme une association de pointe du Parti Communiste, elle n’a plus d’avenir. Les adhésions s’effondrent et les membres les plus anciens la quittent, comme l’un de ses anciens présidents, Paul Strand, ainsi que Louis Stettner. 
La Photo League est contrainte de se dissoudre en 1951.
Plus de cent œuvres de l'association sont conservées au Columbus Museum of Art.